# 1982 في جمهورية أيرلندا
فيما يلي قوائم الأحداث التي وقعت خلال عام 1982 في جمهورية أيرلندا.

## سياسة

### تعيين في المنصب
- 9 مارس – آلان الدوقات نائب دييل،نائب دييل، وزير المالية [الإنجليزية]‏.
- 9 مارس – ألبرت رينولدز نائب دييل، وزير السياحة والثقافة والفنون وجايلتاخت والرياضة والإعلام [الإنجليزية]‏،نائب دييل.
- 9 مارس – إندا كيني نائب دييل،نائب دييل.
- 9 مارس – بادريج فولكنر نائب دييل،نائب دييل.
- 9 مارس – بيرتي أهرن نائب دييل،نائب دييل.
- 9 مارس – تشارلز هوهي نائب دييل، تاوسيتش،وزير التربية والمهارات [الإنجليزية]‏،نائب دييل.
- 9 مارس – توماس فيتزباتريك نائب دييل،نائب دييل.
- 9 مارس – جاريت فيتزجيرالد نائب دييل،زعيم المعارضة [الإنجليزية]‏،نائب دييل، تاوسيتش.
- 9 مارس – جون أوكونيل نائب دييل،نائب دييل.
- 9 مارس – جون بروتون نائب دييل،نائب دييل، وزير السياحة والثقافة والفنون وجايلتاخت والرياضة والإعلام [الإنجليزية]‏.
- 9 مارس – شون تريسي نائب دييل،نائب دييل.
- 9 مارس – شيموس باتيسون نائب دييل،نائب دييل.
- 9 مارس – ماري هارني نائب دييل،نائب دييل.
- 9 مارس – مايكل أوليري نائب دييل،نائب دييل.
- 9 مارس – مايكل دانييل هيجينز نائب دييل.
- 9 مارس – مايكل كينيدي نائب دييل،نائب دييل.
- 14 ديسمبر – ماري أورورك نائب دييل.

### انتهاء فترة المنصب
- 27 يناير – آلان الدوقات نائب دييل،وزير الزراعة والغذاء والملاحة [الإنجليزية]‏،نائب دييل.
- 27 يناير – ألبرت رينولدز نائب دييل،نائب دييل،وزير السياحة والثقافة والفنون وجايلتاخت والرياضة والإعلام [الإنجليزية]‏.
- 27 يناير – إندا كيني نائب دييل،نائب دييل.
- 27 يناير – بادريج فولكنر نائب دييل،نائب دييل.
- 27 يناير – بيرتي أهرن نائب دييل،نائب دييل.
- 27 يناير – تشارلز هوهي نائب دييل،وزير التربية والمهارات [الإنجليزية]‏،نائب دييل،تاوسيتش.
- 27 يناير – توماس فيتزباتريك نائب دييل،Minister for the Environment, Climate and Communications [الإنجليزية]‏،نائب دييل.
- 27 يناير – جاريت فيتزجيرالد نائب دييل،تاوسيتش،نائب دييل،زعيم المعارضة [الإنجليزية]‏.
- 27 يناير – جون أوكونيل نائب دييل،نائب دييل.
- 27 يناير – جون بروتون نائب دييل،وزير المالية [الإنجليزية]‏،نائب دييل.
- 27 يناير – شون تريسي نائب دييل،نائب دييل.
- 27 يناير – شيموس باتيسون نائب دييل،نائب دييل.
- 27 يناير – ماري هارني نائب دييل،نائب دييل.
- 27 يناير – مايكل أوليري نائب دييل،تانيست،نائب دييل.
- 27 يناير – مايكل دانييل هيجينز نائب دييل،نائب دييل.
- 27 يناير – مايكل سميث نائب دييل.
- 4 نوفمبر – مايكل كينيدي نائب دييل.

## مواليد

### يناير
- 7 يناير – كيني إيغان ملاكم أيرلندي.

### أبريل
- 18 أبريل – دارين ساذرلاند ملاكم أيرلندي.

### مايو
- 20 مايو – ويس هولاهان لاعب كرة قدم أيرلندي.

### يوليو
- 29 يوليو – أندي ريد لاعب كرة قدم أيرلندي.

### سبتمبر
- 10 سبتمبر – أندرو موراي ملاكم أيرلندي.

### أكتوبر
- 30 أكتوبر – باتريك سوليفان لاعب كرة قدم أيرلندي.

### ديسمبر
- 26 ديسمبر – نويل هنت لاعب كرة قدم أيرلندي.

## وفيات

### يناير
- 1 يناير – هنري تيريل سميث (مواليد 1907)